# 深井天主教小學

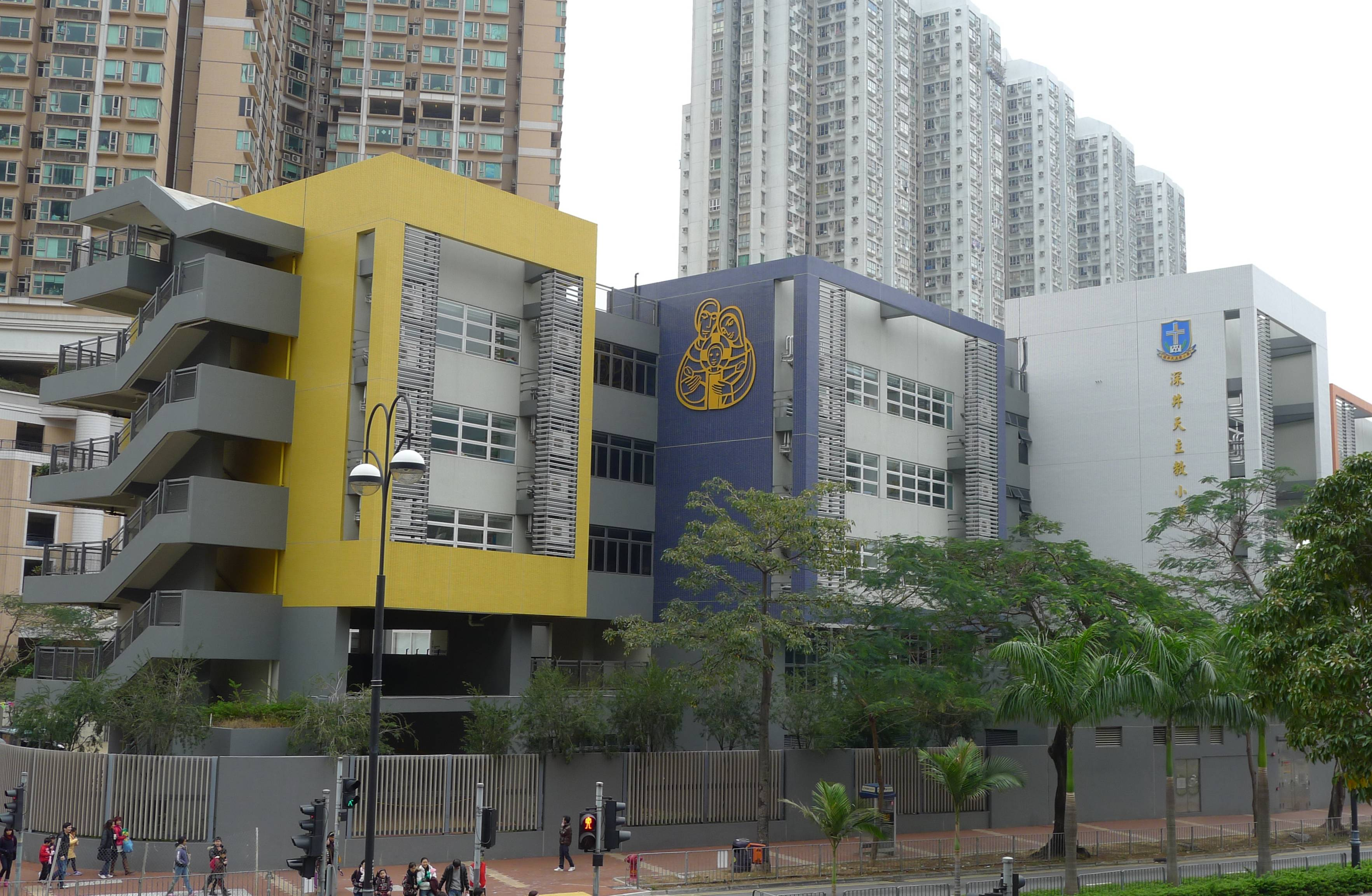
深井天主教小學

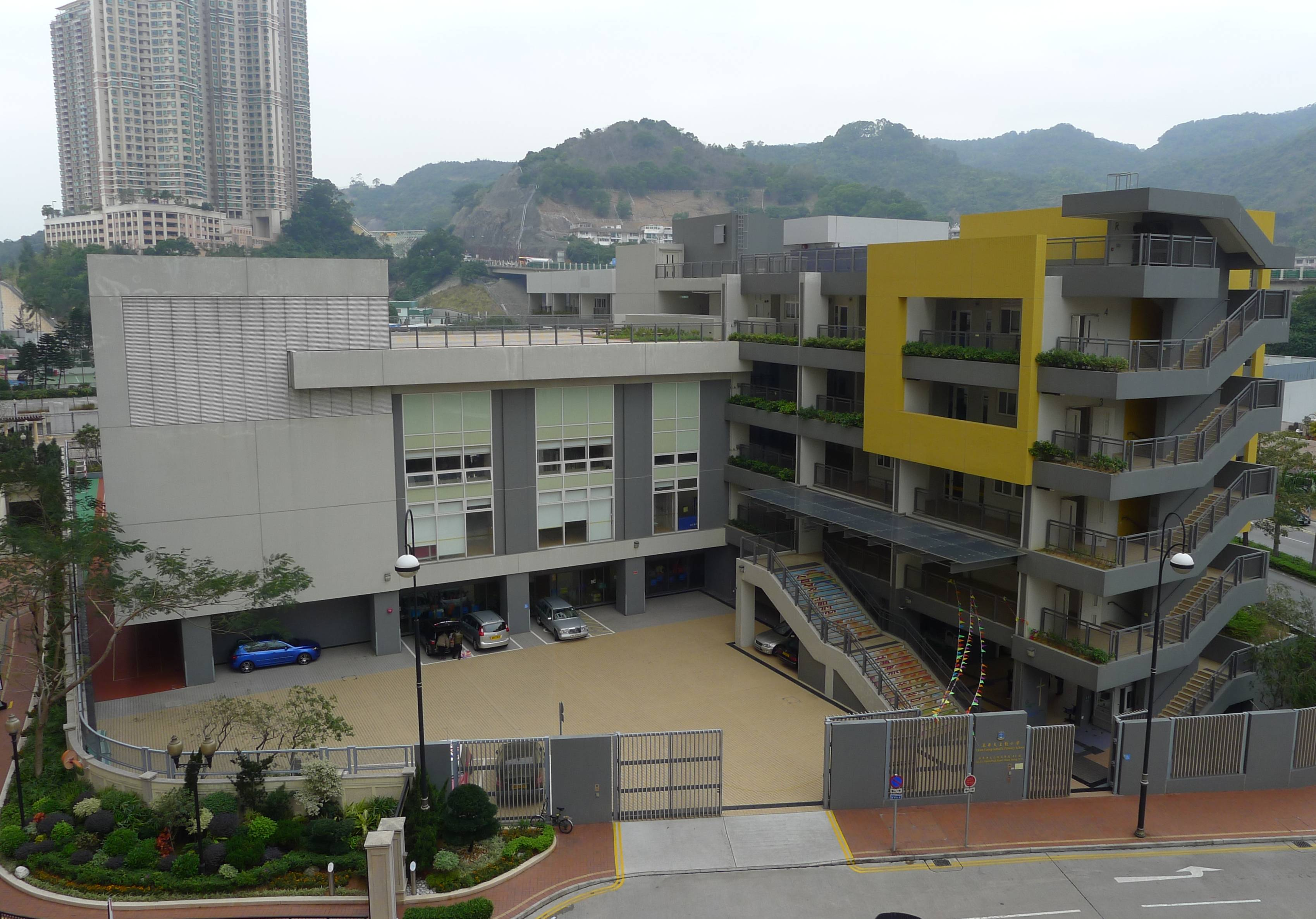
側看深井天主教小學

深井天主教小學（英語：Sham Tseng Catholic Primary School）是一所位於香港荃灣区深井的津贴小學，兼收男女學生。於2009年成立，校舍原址是香港生力啤酒廠。學校前身為柴湾角天主教小学的上午校，該校於2009年分拆並遷往深井碧堤半岛对出的現址。学校位處第62校網，由天主教香港教區开办。校訓為「身心靈兼善」。

## 辦學宗旨
此校秉承天主教的辦學理想，引領學生認識基督並履行天主誡命，傳揚福音，發揚愛主愛人的精神，讓學生在溫馨的氣氛和愉快的環境中，接受均衡的教育和成長。

## 創校歷史
深井天主教小學前身是柴灣角天主教小學，而後者前身卻為位處牛頭角龍山復華村平房區的庇護十二學校。復華村於1978年開始被清拆，庇護十二學校亦於1979年被清拆，部份教職員轉往瑪利諾會的其他學校，但大部份都轉往天主教香港教區神父劉玉亭神父在荃灣新開辦的柴灣角天主教小學繼續教學。2009年柴灣角天主教小學上午校遷往深井並改名深井天主教小學，繼續由天主教香港教區辦學。柴灣角天主教小學下午校仍然留於荃灣原址繼續辦學同時實施全日制。

### 歷任校監
- 羅國輝神父（2009年至2010年）
- 宋雲龍執事（2010年至2014年）
- 黃景聲執事（2014年至2020年）
- 張樂天神父（2020年至2023年）
- 容寶樹先生（2023年起）

### 歷任校長
- 鍾名揮先生（1997年（前身柴灣角天主教小學上午校起計算）至2012年）
- 余佩琴女士（2012年至2016年）
- 周偉強先生（2016年至2022年）
- 周詠詩女士（2022年起）